# Haeju
Haeju (in coreano 해주시|) è una città della Corea del Nord, situata nella provincia dello Hwanghae Meridionale.